# النباهي (حزم العدين)

تعديل مصدري - تعديل

النباهي محلة تابعة لقرية الرياسي، التابعة لعزلة حقين بمديرية حزم العدين إحدى مديريات محافظة إب في الجمهورية اليمنية، بلغ تعداد سكانها 25 حسب تعداد اليمن لعام 2004.